# Aleksej Sjtsjebelin
Aleksej Sjtsjebelin (Russisch: Алексей Щебелин) (Sint-Petersburg, 13 juli 1981) is een Russisch voormalig professioneel wielrenner. Hij werd in 2010 aangesteld als ploegleider bij Team Katjoesja.

## Palmares
2006
- 3e etappe Giro della Valle d'Aosta

2007
- 3e etappe Paths of King Nikola

2008
- Eindklassement Ronde van Marokko
- Eindklassement Circuito Montañés
- Bergklassement Circuito Montañés

2009
- 2 etappes en eindklassement Ronde van Roemenië

Bazhenov · Cavalli · Coletta · Dotti · Falzarano · Fanelli · Hristov · Kvatsjoek · Martínez · Montanari · Perez (1984) · Pugaci · Roedenko · Sjtsjebelin · Smirnov · Sobal · Torres · Urrea Vergara (stagiair)
Bernucci · Caddeo (stagiair) · Carriero · Cavalli · Ciccarese · Dotti · Falzarano · Fanelli · Kvatsjoek · Matvjejev · Mindlin · Perez (1984) · Jesús Perez (1981) · Pryshchepa · Sjtsjebelin · Sinicinas · Spadi · Szeghalmi · Wurf